# ویکتور دولیپسکی
ویکتور دولیپسکی (رومانیایی: Victor Dolipschi؛ ۱۹ اکتبر ۱۹۵۰ – ۱۹ ژانویه ۲۰۰۹) کشتی‌گیراهل رومانی بود.
وی در مسابقات کشوری و بین‌المللی در مجموع برندهٔ ۴ مدال برنز شده‌است.